# Kapelle-Biezelinge vasútállomás
Kapelle-Biezelinge vasútállomás vasútállomás Hollandiában, Kapelle településen. Az állomást az Nederlandse Spoorwegen üzemelteti.

## Vasútvonalak
Az állomást az alábbi vasútvonalak érintik:
- Roosendaal–Vlissingen-vasútvonal

## Kapcsolódó állomások
A vasútállomáshoz az alábbi állomások vannak a legközelebb:
- Goes vasútállomás
- Kruiningen-Yerseke vasútállomás